# Pall Mall Gazette
Die Pall Mall Gazette, gegründet 1865, war eine angesehene Londoner Abendzeitung. Sie verfolgte überwiegend einen konservativen Kurs. Ihr Ende ergab sich 1923 durch Übernahme durch das älteste Londoner Abendblatt, den Evening Standard.

## Name
Ihren Namen bezog sie von der im Westen Londons gelegenen Straße Pall Mall, in der sich etliche Gentlemen’s Clubs befanden. Dieses „vornehme“ Publikum schwebte ihr als Leserschaft vor. Der Name der Straße wiederum geht auf eine dort gelegene Spielbahn des krocketähnlichen Schlagballspiels Pall-Mall zurück.

## Geschichte
Die (abgekürzt) P.M.G oder Pall Mall wurde 1865 von George Murray Smith gegründet. Erster Herausgeber (bis 1880) war Frederick Greenwood. 1923 ging sie im Evening Standard auf, obwohl sie sich noch zwei Jahre vorher mit The Globe zusammengeschlossen hatte.
In der Pall Mall schrieben im Laufe ihres knapp 60-jährigen Bestehens etliche renommierte Autoren, darunter Friedrich Engels und, in einer eher liberalen und provokanten Periode unter William T. Stead, auch Oscar Wilde und George Bernard Shaw.
1885 gelang es Stead, die Auflage von 12.000 durch frühen „Sensationsjournalismus“ zum Thema Kinderprostitution vorübergehend auf bis zu einer Million Exemplare zu steigern.

## Echo in der Literatur
- Meisterdetektiv Sherlock Holmes gibt in The Adventure of the Blue Carbuncle eine Anzeige in der Pall Mall Gazette auf.
- In H. G. Wells’ Roman Die Zeitmaschine dient die druckfrische Ausgabe des Abendblatts dem nach London zurückkehrenden Zeitreisenden zur zeitlichen Orientierung.
- Das Blatt wird mehrmals in einer umfangreichen Biographie über Charles Darwin erwähnt, weil es am zeitgenössischen Diskurs über die Evolutionstheorie beteiligt war.[5]